# Eleição presidencial na Alemanha em 1932
As eleições presidenciais alemãs de 1932 foram as segundas realizadas pelo voto direto, conforme determinava a Constituição da República de Weimar (1919-1933). O pleito aconteceu após sete anos da primeira e última eleição direta na Alemanha. Após dois turnos, em 13 de março e 10 de abril,  Paul von Hindenburg foi reeleito presidente da Alemanha.
O então presidente Paul von Hindenburg concorreu a reeleição contra Adolf Hitler, Ernst Thälmann e Theodor Duesterberg.

## Antecedentes
O mandato normal do presidente na época terminaria em 25 de abril de 1932. O então chanceler Heinrich Brüning, estava fazendo campanha desde o outono de 1931 em favor da reeleição de Hindenburg. No começo tentou impedir a realização de uma eleição popular. Em vez disso, Bruning queria que Hindenburg fosse reeleito automaticamente.

## Candidatos
- Adolf Hitler - NSDAP
- Ernst Thälmann - KPD
- Paul von Hindenburg - Coalizão de Weimar
- Gustav A. Winter

## Primeiro Turno

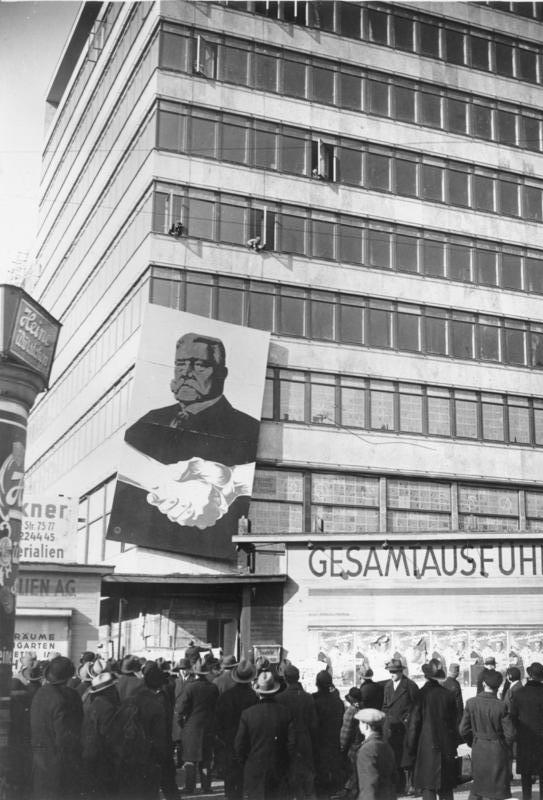
Campanha de Hindenburg durante o primeiro turno

No primeiro turno concorreram cinco candidatos.
A votação foi realizada em 13 de março 1932 em vez disso. O comparecimento às urnas foi de 86,2%. Como que no primeiro turno não houve candidato que atingiu a maioria de votos, o segundo turno foi realizado. Hindenburg atingiu por pouco a maioria absoluta, ficando com 49,6% dos votos.
|  |

|  |

|  |

|  |

|  |

|  |

Em comparação com a última eleição os estados onde Hindenburg havia ganhado perderam força. Se todos os ex-eleitores que votaram Hindenburg em 1925, votassem novamente nesta eleição, este teria 61,3% dos votos.
Hindenburg ganhou com maioria absoluta no sul da Alemanha, na província de Vestfália, a província do Reno, os distritos de Hamburgo, Weser-Ems, Hesse-Darmstadt, Dresden-Bautzen, Leipzig e Opole. Nas zonas rurais onde Hindenburg havia vencido em 1925, desta vez ficou a baixo da média Em três distritos eleitorais Hitler venceu Hindenburg. Estes foram a Pomerânia, Schleswig-Holstein e Chemnitz-Zwickau.
O Partido Comunista em comparação com a última eleição geral ganhou cerca de 400 mil votos. Este aumento foi significativamente menor do que na eleição enterior. O ganho em comparação com as eleições gerais foram insignificantes 0,1%. Nas cidades de Berlim e Hamburgo, o partido sofreu perdas consideráveis.

### Comparação com a eleição de 1925
1. Partido Nazista +11.053.653 votos
2. Independente +4.704.342 votos
3. Partido Comunista +3.052.190 votos

## Segundo Turno

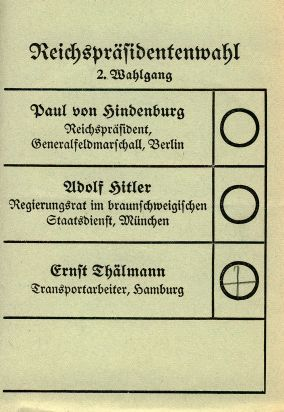
Cédula de votação do segundo turno

A campanha eleitoral do segundo turno foi curta, mas intensa. Um decreto de emergência, durante o período de Páscoa, proibia reuniões públicas. Duesterberg havia declarado após o primeiro turno, não querendo voltar a concorrer. Assim, os candidatos no sgundo turno eram Hindenburg, Hitler, Thalmann e os candidatos de Esquerda.
O segundo turno foi realizado no dia 10 de abril de 1932. O comparecimento às urnas foi de 83,5%.
|  |

|  |

|  |

|  |

O comparecimento no segundo turno foi de 83,5%, ligeiramente inferior ao do primeiro turno. A eleição terminou com uma vitória de Hindenburg. Este ganhou 53% dos votos. E Hitler 36,8% dos votos, contra 10,2% de Thalmann.
Hitler ganhou mais de 2 milhões de votos. Thalmann perdeu 1,3 milhões de votos e Hindenburg ganhou cerca de 700 mil votos.
Com relação ao comportamento de voto dos homens e mulheres mostraram que a maior parte dos votos de Hindenburg vieram das mulheres. Hitler foi escolhido pela maior parte dos homens. E Thalmann perdeu votos entre as mulheres.